# Botxí de la Xina
El botxí de la Xina (Lanius sphenocercus) és un ocell de la família dels lànids (Laniidae).

## Hàbitat i distribució
Habita garrigues i boscos poc densos d'alta muntanya, a Mongòlia, sud-est de Sibèria, nord, centre i sud-est de la Xina i Corea.